# Scraptia testacea
Scraptia testacea är en skalbaggsart som beskrevs av Allen 1940. Scraptia testacea ingår i släktet Scraptia, och familjen ristbaggar. Arten är reproducerande i Sverige.